# Przylądek Północno-Wschodni
Przylądek Północno-Wschodni (duń. Nordostrundingen) – najdalej wysunięty na wschód punkt Ameryki Północnej (według niektórych najdalej na wschód wysunięty jest Cape Spear, położony w Kanadzie), znajdujący się na północno-wschodnim krańcu Grenlandii przy współrzędnych 12°08'W.